# Bheu Januário
Bheu António Januário (sinh ngày 11 tháng 8 năm 1993) là một cầu thủ bóng đá người Mozambique thi đấu cho đội bóng Bồ Đào Nha Nacional da Madeira, ở vị trí hậu vệ phải.

## Sự nghiệp
Sinh ra ở Beira, Januário từng thi đấu cho Liga Desportiva de Maputo và Nacional da Madeira.
Anh ra mắt quốc tế cho Mozambique năm 2016.